# Barleria mitis
Barleria mitis là một loài thực vật có hoa trong họ Ô rô. Loài này được Ker Gawl. mô tả khoa học đầu tiên năm 1818.